# Fehérhomlokú csuklyásmajom
A fehérhomlokú csuklyásmajom (Cebus albifrons) az emlősök (Mammalia) osztályának a főemlősök (Primates) rendjébe, ezen belül a csuklyásmajomfélék (Cebidae) családjába és a csuklyásmajomformák (Cebinae) alcsaládjába tartozó faj.

## Előfordulása
A fehérhomlokú csuklyásmajom Dél-Amerikában fordul elő. A következő országokban található meg: Bolívia, Brazília, Kolumbia, Venezuela, Ecuador, Peru, valamint Trinidad és Tobago.

## Alfajai
Ezt a csuklyásmajomfajt néhány alfajra osztják fel; azonban nem mindenki ért egyet abban, hogy tulajdonképpen hány alfaja létezik-e. Hershkovitz (1949) 13 alfajt ír le, míg Hernández-Camacho és Cooper (1976) szerint, csak Kolumbiában 8 alfaja létezik. Colin Groves, ausztrál antropológus 2001-ben erősen lecsökkentette ezt a számot.
Az alábbi alfajokat a Természetvédelmi Világszövetség (IUCN) érvényeseknek vélik:
- Cebus albifrons aequatorialis J. A. Allen, 1914 - Nyugat-Ecuadorban és Peruban él; súlyosan veszélyeztetett.
- Cebus albifrons albifrons Humboldt, 1812 - törzsalfaj; Bolíviában, Brazíliában, Kolumbiában, Venezuelában és Peruban él.
- Cebus albifrons cesarae Hershkovitz, 1949 - Kolumbiában él.
- Cebus albifrons cuscinus Thomas, 1901 - Bolíviában, Brazíliában, Ecuadorban és Peruban él.
- Cebus albifrons malitiosus Elliot, 1909 - a kolumbiai Sierra Nevada de Santa Marta nevű hegység északi oldalán él.
- Cebus albifrons trinitatis Pusch, 1942 - Trinidad szigeten él; 2008-ban már csak 61 példánya létezett, emiatt súlyosan veszélyeztetett.
- Cebus albifrons versicolor Pucheran, 1845 - Kolumbiában él; veszélyeztetett.

Az IUCN abban tér el Groves (2005)-tól, hogy Groves kivette a C. a. cesarae és a C. a. malitiosus taxonokat, helyükbe pedig a Cebus albifrons unicolor Spix, 1823 taxont helyezte.

## Képek

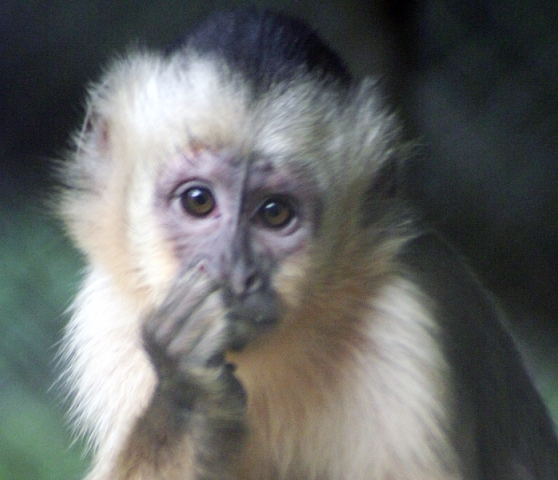
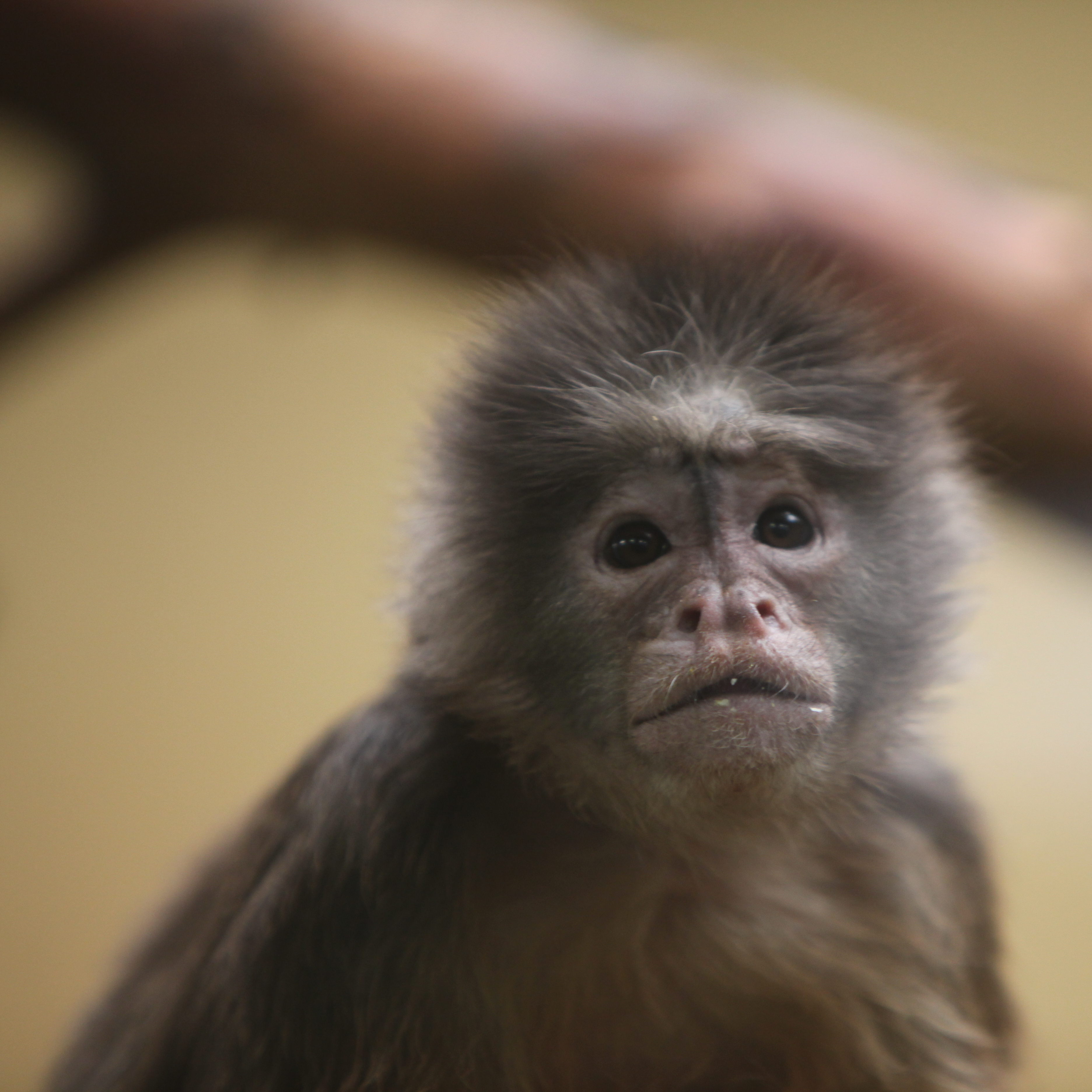
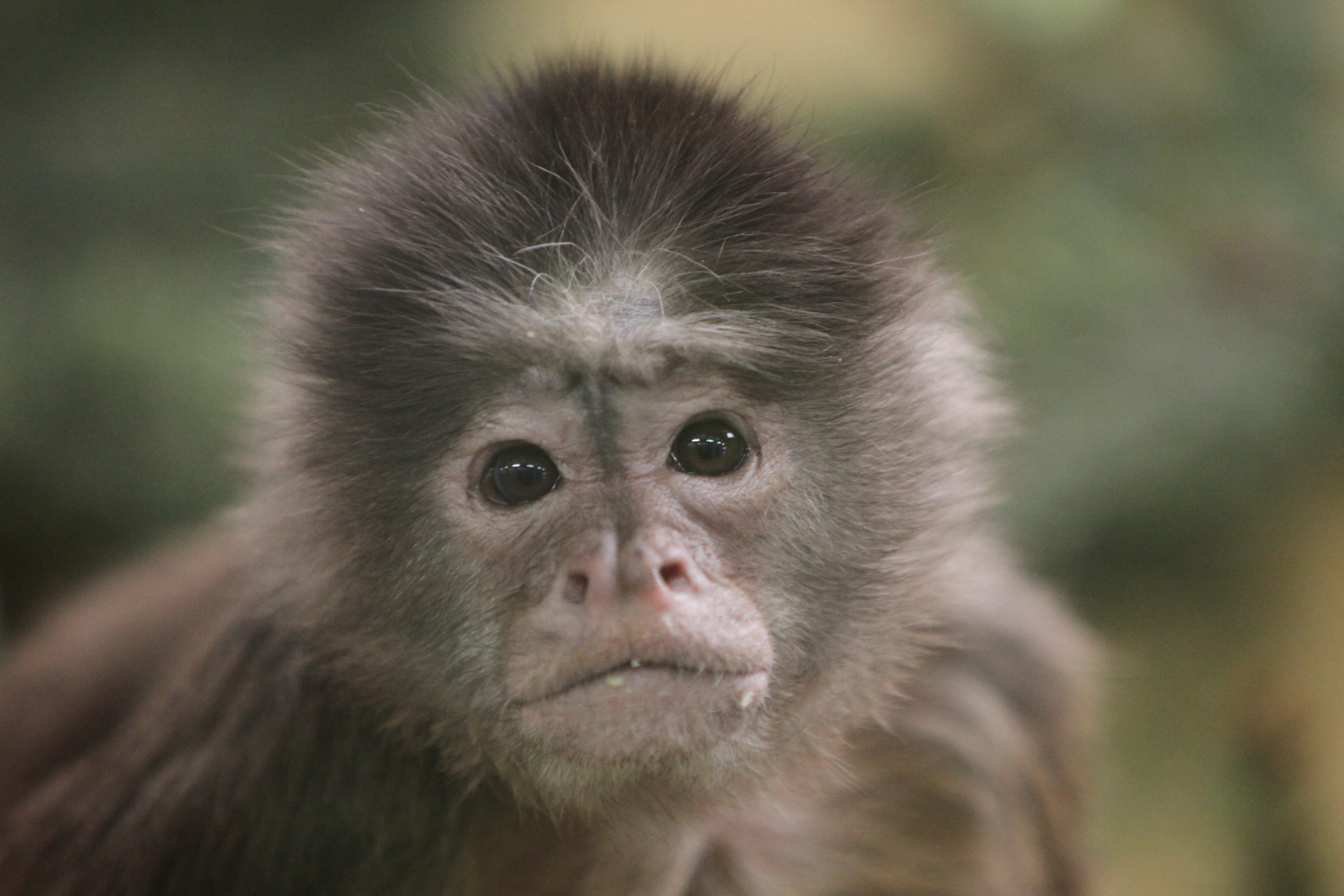
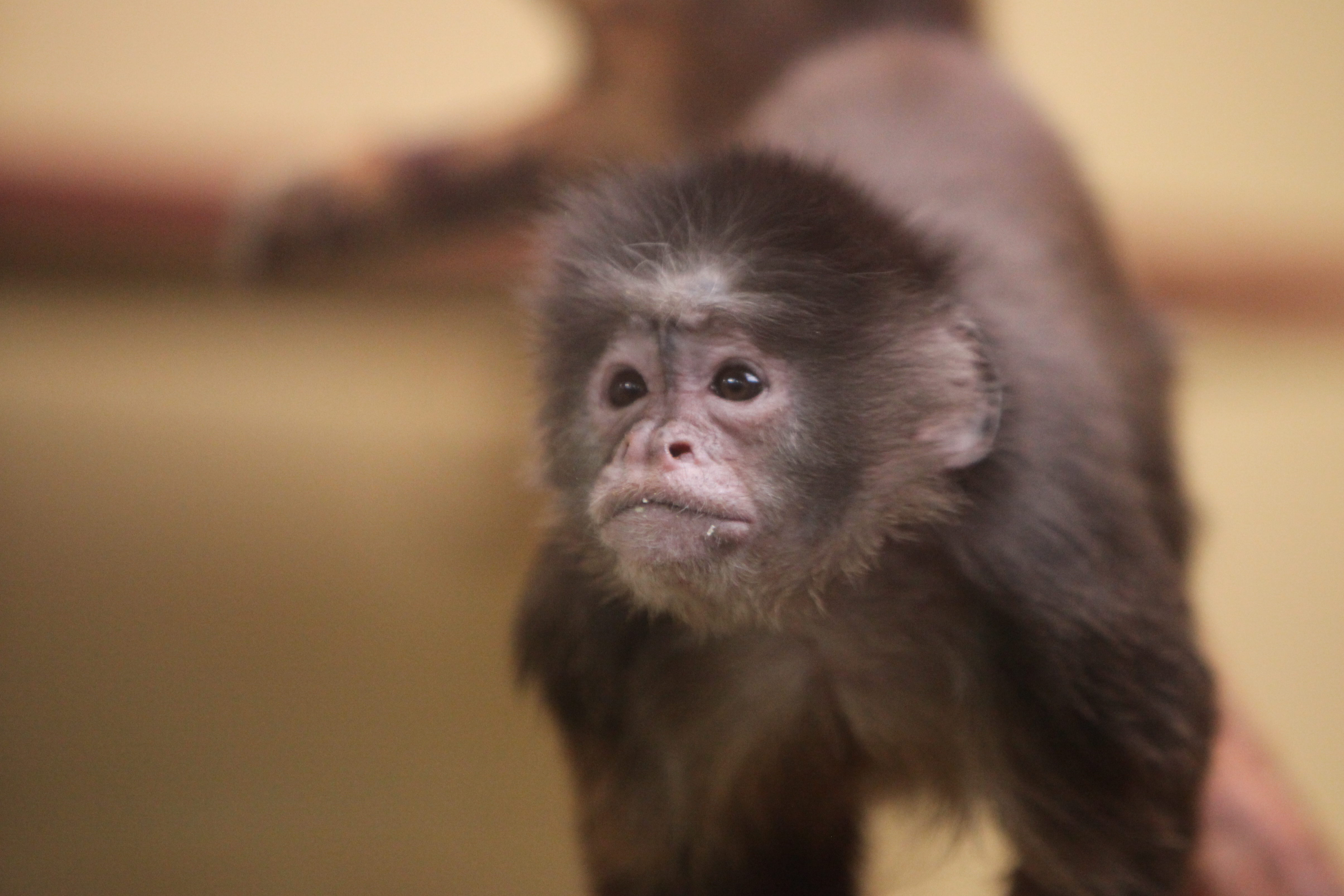
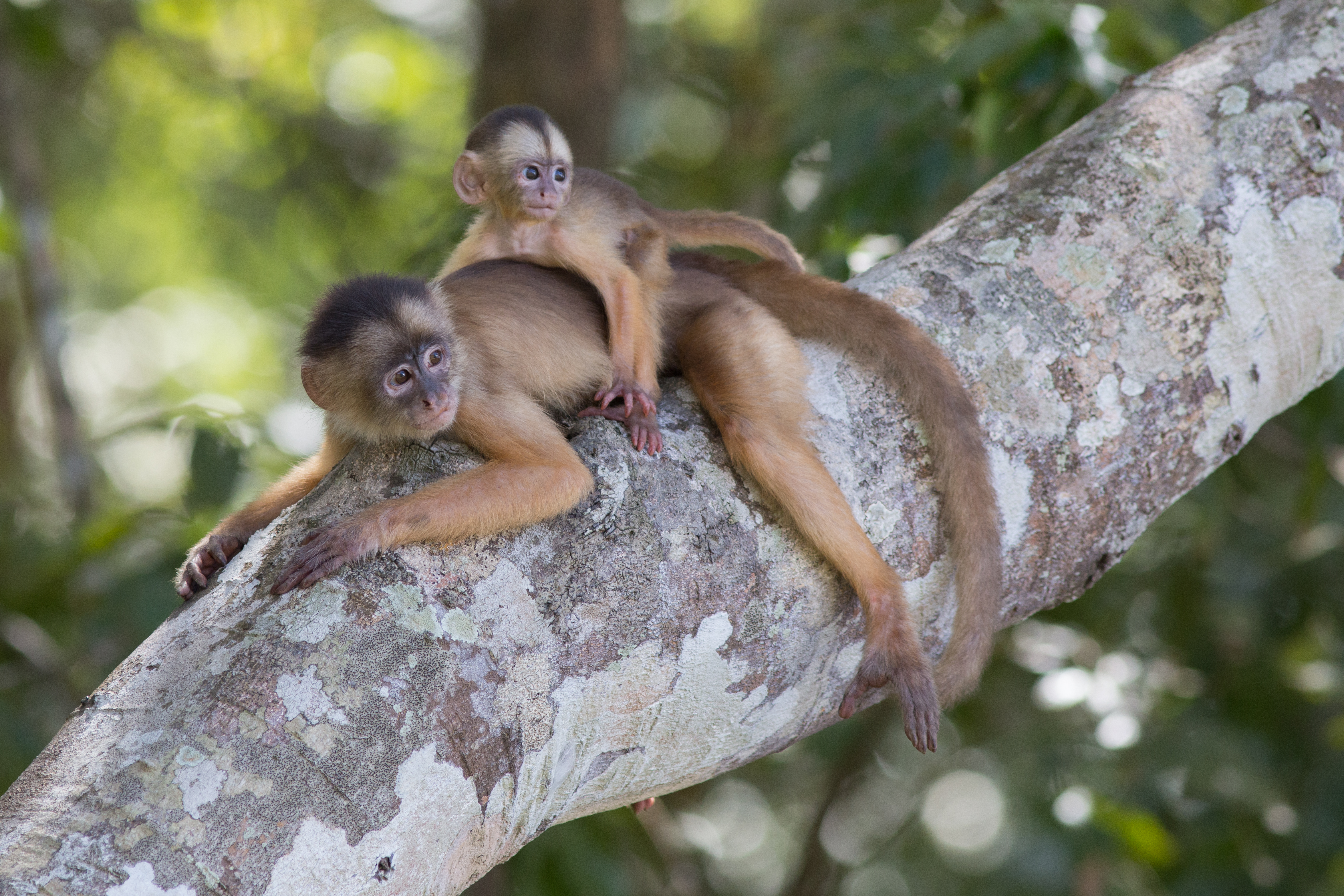

## Megjelenése
Ez az állat a karcsúbb csuklyásmajomformák egyike. A hím általában 3,4 kilogrammos, míg a nőstény 2,9 kilogramm testtömegű. Egy kolumbiai hím 5,5 kilogrammot nyomott. A szőrzete sárgásbarna, drapp vagy krémes fehér színű. Az ujjai rövidek. Mint minden csuklyásmajomnak, a fehérhomlokú csuklyásmajomnak is nagy, négyszög alakú őrlőfogai vannak, melyekkel a csonthéjas terméseket töri fel.

## Életmódja
Főleg a sziklás helyekre növő erdőket kedveli, a galériaerdőket és a szavannákat sem veti el. Csapatai nagyok, akár 35 főből is állhatnak. Négy lábon jár és mindenevő, habár táplálékának nagy része a növényi eredetű, mint például gyümölcsök és csonthéjas termések. Ezek mellett rovarokat, azok lárváit, tojásokat, madárfiókákat, békákat, és gyíkokat is fogyaszt. Egy átlagméretű csapatnak, körülbelül 1800 négyzetméteres területe lehet. Az éjszakát a fákon, általában 25-30 méteres magasságban tölti. Tárgyak használatára is képes, mint például a levelek által „kikanalazza” a vizet fák és sziklák mélyedéséből.

## Szaporodása
A különböző nemű állatok, több fajtárssal is párosodhatnak, azaz poligámok. A vemhesség nem ismert e fajnál, viszont 160 napot is tarthat. A vemhesség után, általában egy kölyök jön világra. A kölyök nevelésében az egész csapat szerepet játszik, vagy legalábbis próbálkozik.

### Fordítás
- Ez a szócikk részben vagy egészben  a   White-fronted capuchin című angol Wikipédia-szócikk ezen változatának fordításán alapul.  Az eredeti cikk szerkesztőit annak laptörténete sorolja fel. Ez a jelzés csupán a megfogalmazás eredetét és a szerzői jogokat jelzi, nem szolgál a cikkben szereplő információk forrásmegjelöléseként.

## További irodalom
- Neotropical primates: field studies and conservation : proceedings of a symposium on the distribution and abundance of neotropical primates. Washington, D.C.: National Academy of Sciences (1976). ISBN 0-309-02442-0
- The non-human primates of Columbia, {{{title}}}, 35–69. o. (1976)
- Fleagle, J.G.. Primate Adaptation and Evolution, 2nd, Academic Press (1988). ISBN 978-0-12-260341-9
- Humboldt. Recueil d'observations de zoologie et d'anatomie comparee. Paris: Smith & Gide (1812). Hozzáférés ideje: 2011. január 2.
- Groves, C.P.. Primate Taxonomy. Smithsonian Institution Press (2001). ISBN 1-56098-872-X
- Spix, J.B.. Simiarum et vespertilionum Brasiliensium species novae ou histoire naturelle des espéces nouvelles des singes et de chauves-souris observées et recueillies pendant le voyage dans l'intérieur du Brésil. Monachii: Typis Francisci Seraphi Hübschmanni, 1–72. o. (1823). Hozzáférés ideje: 2011. január 4.
- Terborgh, J.. Five New World primates : a study in comparative ecology. Princeton, NJ.: Princeton Press (1983). ISBN 978-0-691-08337-7